# Urophyllum hirsutum
Urophyllum hirsutum là một loài thực vật có hoa trong họ Thiến thảo. Loài này được (Wight) Hook.f. miêu tả khoa học đầu tiên năm 1880.